# Win32
Win32 är ett API för att programmera Windows NT, Windows 95 och senare versioner. Dess föregångare hette Win16. Win32 finns för 32- och 64-bitars miljöer. Numera (2003) är Win32 en del av Windows SDK som i sin tur är en del av Microsoft Platform SDK.
Basdelen av Win32 består av C-funktioner, men de nyare tilläggen bygger ofta på COM. Antagligen kommer Win32:s betydelse att minska i framtiden eftersom allt fler programmerar på högre nivå med Java eller .NET.
Det finns en open source-implementation av Win32 till X Window System som heter Wine.
För att förenkla övergången från Win16 till Win32 utvecklade Microsoft Win32s, som var ett tillägg till Windows 3.1 som gjorde det möjligt att köra en del Win32-program även under det operativsystemet.